# Palazzo dei Ministeri

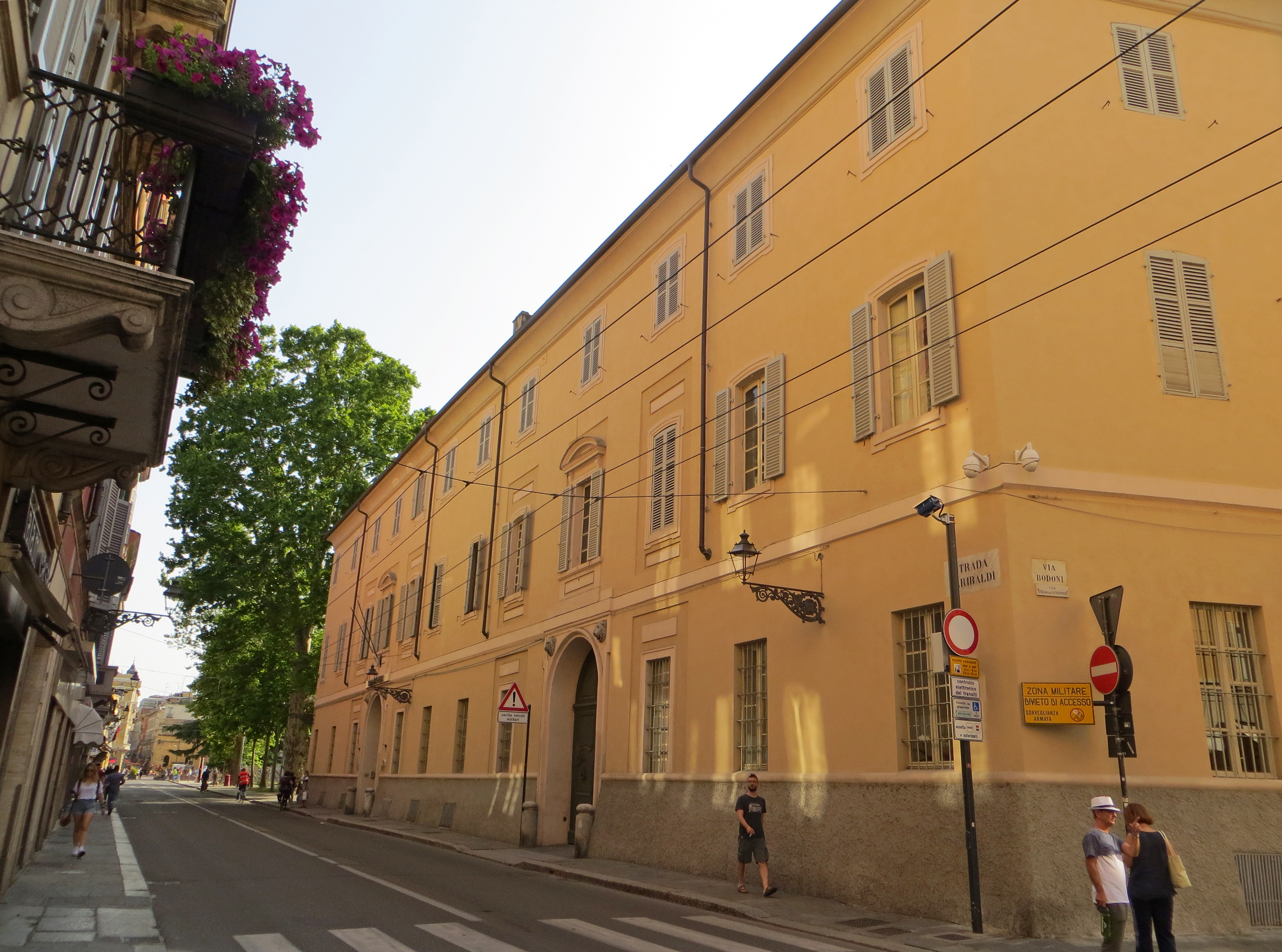
Palazzo dei Ministeri in Parma, Hauptfassade

Der Palazzo dei Ministeri, auch Palazzo dell’Intendenza di Finanza genannt, ist ein Palast des Klassizismus in Parma in der italienischen Region Emilia-Romagna. Er liegt am Piazzale della Pace, aber sein Haupteingang ist in der Strada Giuseppe Garibaldi 20–24. Dort ist der Sitz der Dienststelle Parma Centro der beiden Carabinieri-Abteilungen  zur Bekämpfung von Betrugsdelikten im Agrar- und Lebensmittelbereich (italienisch Nuclei Antifrodi Carabinieri (NAC)) und zur Bekämpfung von gesundheitlich bedenklichen Lebensmittelverfälschungen (it. Nuclei Antisofisticazioni e Sanità dell’Arma, bekannt unter dem Akronym NAS) untergebracht.

## Geschichte
An der Stelle, an der heute der Palast steht, gab es im 18. Jahrhundert einige private Gebäude im Anschluss an den Palazzo della Pilotta, die später von der herzoglichen Liegenschaftsverwaltung aufgekauft wurden.
1760 entschied der Premierminister Guillaume Du Tillot, dass die beiden ersten Paläste an der Südseite umgebaut werden sollten, um sie miteinander zu vereinigen und sie als zentralen Sitz der staatlichen Ämter mit anschließender Residenz und Repräsentanz des herzoglichen Premierministers zu nutzen. Mit dem Projekt wurde der Hofarchitekt Ennemond Alexandre Petitot betraut, während mit den Arbeiten vom Hof gestellte Arbeitskräfte beauftragt wurden. Die Neuanordnung der Eingänge und der Fenster an den Fassaden wurde 1763 vom Obermeister Giovanni Ferrari durchgeführt, während die Stuckdekorationen am Zugangsportal und in der Galerie der ministerlichen Wohnung 1764 vom Hofgraveur Benigno Bossi ausgeführt wurden.
Zwischen 1768 und 1769 wurden das alte Wohnhaus des Bailiff des Hauses Rohan und der geschlossene Konvent der Dominikaner im Norden auch in den Palast integriert, wobei die Fassaden vereinheitlicht und ein zweites Eingangsportal, entsprechend dem ersten, zur benachbarten Strada Giuseppe Garibaldi hin geschaffen wurde.
In den folgenden Jahren wurde das Innere des Gebäudes mehrfach dekoriert, auch nach der Vertreibung von Du Tillot 1771. Der Palast diente bis 1808 weiterhin als Residenz des Premierministers und wurde dann Sitz des napoleonischen Präfekten. Nach der Restauration verfügte die Herzogin Marie-Louise die Nutzung als Sitz des Innen- und Finanzministeriums, der herzoglichen Kammer und des staatlichen Schatzamtes.
Nach der Einigung Italiens fiel das Gebäude an die königliche Liegenschaftsverwaltung und 1906 wurde es Sitz der Intendenza di Finanza. In diesen Jahren wurden einige Innenräume, wie der Repräsentationstreppe, teilweise umgebaut.
1977 wurde der Palast vom Kulturministerium als Kulturgut eingestuft.
2009 beschloss die Regierung, das Gebäude umzustrukturieren, um dort das Provinzialkommando der Carabinieri unterzubringen, das dort etwa zwei Jahre später, als die Arbeiten abgeschlossen waren, einzog.

## Beschreibung

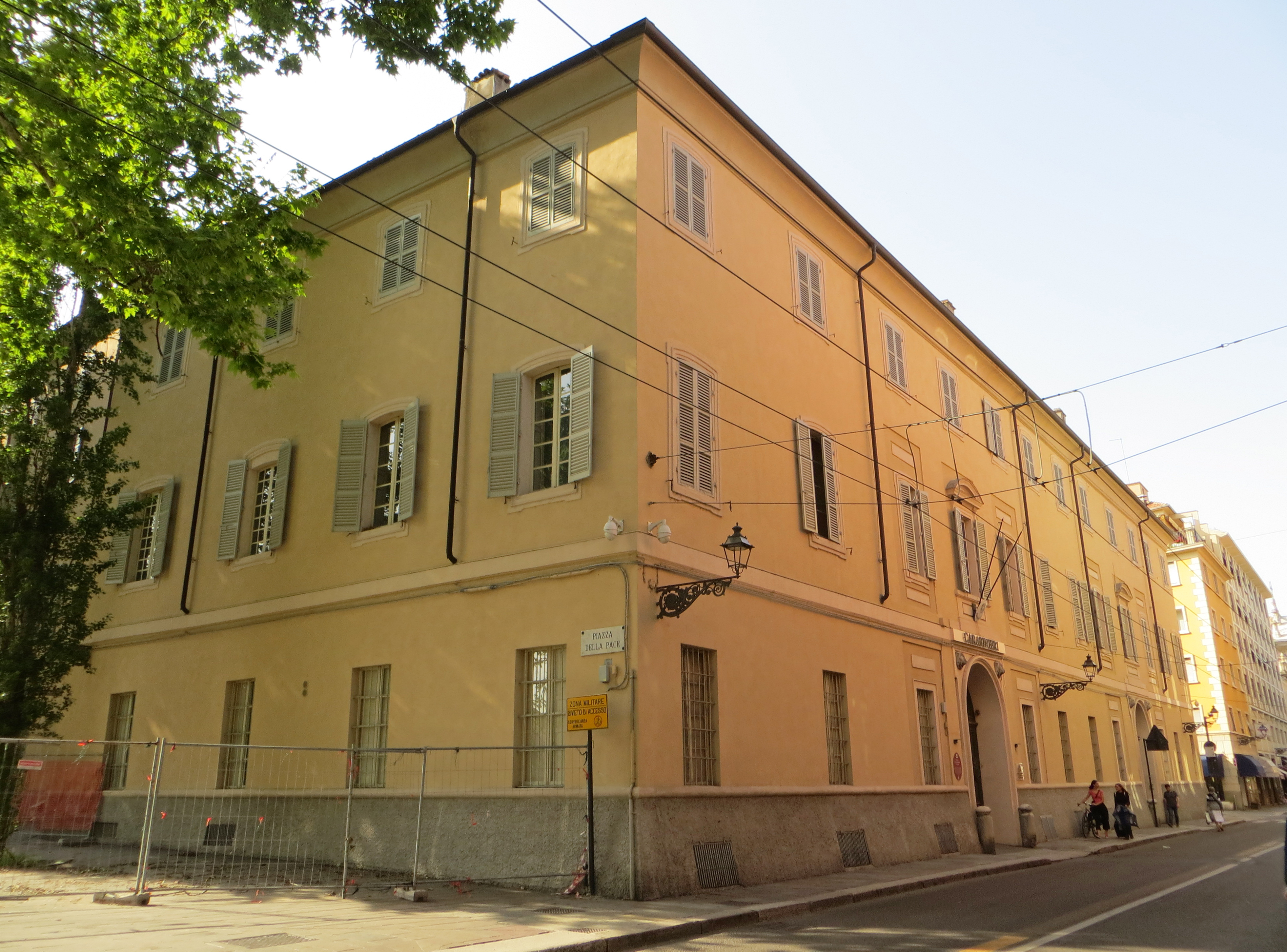
Südfassade

Der große Palast ist um mehrere Innenhöfe herum gebaut und hat einen gegliederten Grundriss, der aus der Kombination vierer früherer Gebäude entstand. Das Gebäude erstreckt sich vom Piazzale della Pace im Süden über die Strada Giuseppe Garibaldi im Osten bis zur Via Giambattista Bodoni im Nordosten, wo es an den Palazzo della Pilotta grenzt.
Die symmetrische Hauptfassade, die, wie das übrige Gebäude, vollständig verputzt ist, hat drei oberirdische Stockwerke. Der Sockel ist angeschrägt. Die beiden großen Eingangsportale mit Rundbögen, die mit Stabrahmen versehen sind, werden von Marmorsäulen flankiert, die dorthin nach der Zerstörung des „Altars der Freundschaft“ von Petitot, 1769 aufgestellt in der Mitte der Piazza Grande, umgebaut wurden. An den Seiten jedes der beiden Portale sind Reliefe angebracht, auf denen die „Löwenburschen“ (it.: Ceffi di Leone) abgebildet sind und die 1764 nach Plänen von Petitot von Benigno Bossi angefertigt wurden. Die beiden Fenster anschließend an jedes der Portale unterscheiden sich von den anderen Fenstern im Erdgeschoss durch Rahmen und oben angebrachte Spiegel.
Das erste Obergeschoss ist vom Erdgeschoss durch ein Gesims getrennt. Die beiden Fensteröffnungen über den Portalen sind in Spiegelrahmen gesetzt und mit vorstehenden, gerundeten Tympana versehen. Die vier angrenzenden Korbbogenfenster sind ebenfalls gerahmt und oben und unten mit rechteckigen Spiegeln versehen. Alle anderen Fensteröffnungen mit Korbbögen sind gerahmt.
Im zweiten Obergeschoss gibt es kleinere Fenster mit Korbbögen und ähnlichen Rahmen wie im ersten Obergeschoss. Nach oben schließt die Fassade mit einer stabförmigen Dachtraufe ab, die stark vorspringt.

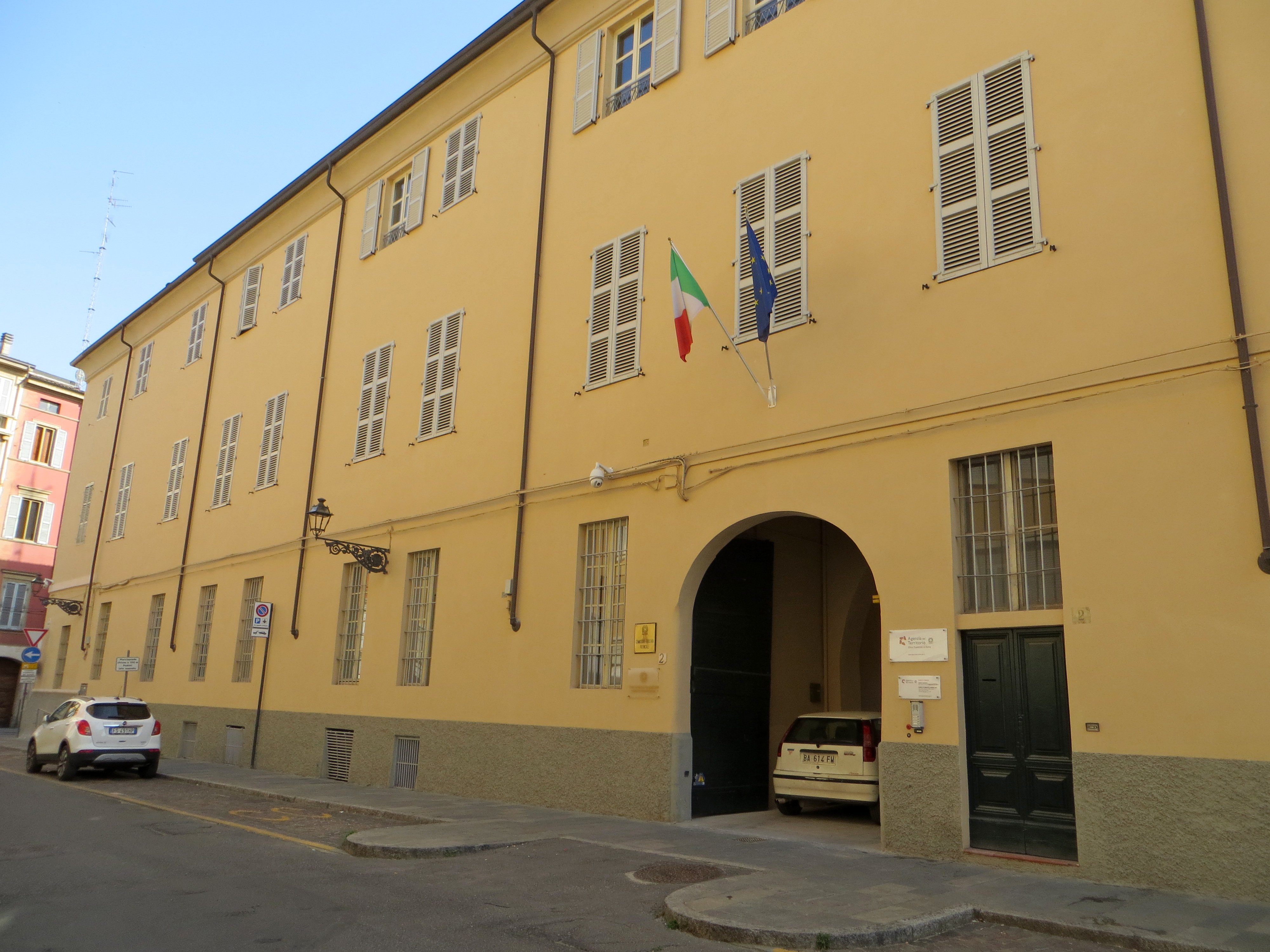
Nordostfassade

Die Südfassade zeigt dieselben Charakteristiken wie die Hauptfassade. Nackter zeigt sich dagegen die lange Nordostfassade, an der ein drittes Eingangsportal mit Rundbogen angebracht ist.
Innen führt die Repräsentationstreppe, die Anfang des 20. Jahrhunderts geändert wurde, zur ehemaligen Wohnung des Premierministers. In der Eingangsgalerie, die um 1764 von Benigno Bossi nach Plänen von Petitot mit Stuckarbeiten dekoriert wurde, ist eine Reihe von Büsten römischer Kaiser aufgestellt. Von dort aus gelangt man in eine weitere Galerie und in verschiedene Säle, die alle reich mit Stuck, offenen Kaminen und Täfelung verziert sind. Von besonderem Wert ist ein Raum, dessen Wände mit Fresken bedeckt sind, die Anfang des 19. Jahrhunderts angefertigt wurden und eine falsche Loggia vor einer antiken Landschaft darstellen. Der Salon hat fünf Supraporten, die Antonio Bresciani zwischen 1768 und 1769 bemalte und die Szenen einer Fabel von La Fontaine zeigen. Von demselben Künstler stammen auch zwei Statuen in Chiaroscuro von Mars und Minerva, die 1787 geschaffen wurden.
Die Säle warten mit zahlreichen alten Möbeln auf, darunter ein Trumeau-Bureau aus dem 18. und 19. Jahrhundert, Uhren und Sofas, sowie einige Werke der Galleria nazionale di Parma.